# 14441 Atakanoseki
14441 Atakanoseki eller 1992 SJ är en asteroid i huvudbältet som upptäcktes 21 september 1992 av de båda japanska astronomerna Kazuro Watanabe och Masayuki Yanai vid Kitami-observatoriet. Den är uppkallad efter Atakanoseki i den japanska staden Komatsu.
Asteroiden har en diameter på ungefär 9 kilometer och den tillhör asteroidgruppen Chloris.